# 高見浩
高見 浩（たかみ ひろし、1941年2月19日 - ）は、日本の翻訳家。本名・高野紘一。

## 来歴・人物
東京生まれ。1965年東京外国語大学マレー・オランダ語科卒。 
1965年光文社入社。雑誌「宝石」編集部勤務を経て、1969年退社。フリーの翻訳家になりミステリーを中心に翻訳。スウェーデンのマイ・シューヴァルとペール・ヴァールー夫妻のマルティン・ベックシリーズ、ビル・プロンジーニ、エルモア・レナード、トマス・ハリスなどのほか、ヘミングウェイの新訳も出し、ヘミングウェイについては著書が1冊ある。
角川春樹によるとテリー・サザーン『キャンディ』の翻訳者の「高杉麟」は、高見のペンネームである。

## 著書
- 『ヘミングウェイの源流を求めて』（飛鳥新社） 2002

## 翻訳
- 『七年目の殺し』（ミッキー・スピレイン、早川書房） 1970
- 『女海賊』（カーター・ブラウン、早川書房、世界ミステリシリーズ） 1970
- 『毒蛇商人』（ジョン・ラング、早川書房） 1971、のち改題『スネーク・コネクション』（河出文庫）
- 『彼女』（A・N・ワードスミス、二見書房） 1971、のち文庫
- 『シシリアンディフェンス』（ジョン・N・イアヌッツィ、日本リーダーズダイジェスト社） 1972
- 『良き時悪しき時』（ジェイムズ・カークウッド、早川書房） 1973
- 『妖精たちの森』（マイクル・ヘイスティングス、角川文庫） 1973
- 『ゲッタウェイ』（ジム・トンプソン、角川文庫） 1973
- 『シンデレラ・リバティー』（ダリル・ポニクサン、角川書店） 1974
- 『エデンの妙薬』（ジョン・ラング、早川書房） 1974
- 『スクールガール殺人事件』（コリン・ウィルソン、新潮社） 1975、のち文庫
- 『殺し屋はサルトルが好き』（スティーヴ・ニックマイヤー、ごま書房） 1976、のち改題『ストレート』(創元推理文庫）
- 『スティーム・ピッグ』（ジェイムズ・マクルーア、早川書房） 1977
- 『マスクのかげに』（オッレ・ヘーグストランド、TBS出版会） 1977
- 『殺したくないのに』（バリ・ウッド、集英社） 1979、のち文庫
- 『魔女の隠れ家』（ディクスン・カー、創元推理文庫） 1979年
- 『エヴァ・ライカーの記憶』（ドナルド・A・スタンウッド、文藝春秋） 1979、のち文庫、のち創元推理文庫
- 『最後の一夜』（ドムニック・キャシオ、富士見ロマン文庫） 1980
- 『今月のペテン師 年刊ミステリ傑作選1977』（E.D.ホウク編、創元推理文庫） 1980
- 『デルタ・オヴ・ヴィーナス』（アナイス・ニン、杉崎和子共訳、二見書房） 1980
- 『ザ・400』（スティーヴン・シェパード、角川書店） 1981、のち改題文庫化『イングランド銀行をカモれ』
- 『クレムリン戦慄の五日間』（ディヴィッド・リピンコット、創元推理文庫） 1982
- 『爆破予告』（ペール・ヴァールー、角川文庫） 1982
- 『スペクターの逆襲』（新ジェイムズ・ボンド・シリーズ）（ジョン・ガードナー、文藝春秋） 1983、のち文庫
- 『メルトダウン作戦』（新ジェイムズ・ボンド・シリーズ）（ジョン・ガードナー、文藝春秋） 1983、のち文庫
- 『テクノストレス』（クレイグ・ブロード、池央耿共訳、新潮社） 1984
- 『ナイト・ヴィジョン 私立探偵ギル・ルイスは語る』（ジョン・セジウィック、河出書房新社） 1985
- 『野獣の血』（ジョー・ゴアズ、角川文庫） 1985
- 『ロンドン警視庁特派捜査官 消えたスチュワーデス』（ジェイムズ・メルヴィル、光文社文庫） 1985
- 『アイスブレーカー』（新ジェイムズ・ボンド・シリーズ）（ジョン・ガードナー、文春文庫） 1985
- 『フルメタル・ジャケット』（グスタフ・ハスフォード、角川文庫） 1986
- 『コンタクト』（カール・セーガン、池央耿共訳、新潮社） 1986、のち文庫
- 『ネロ・ウルフ対FBI』（レックス・スタウト、光文社文庫） 1986
- 『噛みついた女 ヒューストン連続殺人』（デイヴィッド・リンジー、新潮文庫） 1987
- 『透明人間の告白』（H・F・セイント、新潮社） 1988、のち文庫、のち河出文庫
- 『ニューヨーク・ガイドブック 「NYタイムズ」が個性派の旅人に贈る』（ニューヨーク・タイムズ編、井上一馬共訳、河出書房新社） 1988
- 『結婚式の客』（デイヴィッド・ウィルツ、新潮文庫） 1989
- 『香水ジルバ』（トム・ロビンズ、新潮社） 1989
- 『ロック・スプリングズ』（リチャード・フォード、河出書房新社） 1990
- 『ファイナル・フライト』（スティーヴン・クーンツ、新潮文庫） 1990
- 『名残りの薔薇』（アリス・アダムズ、飛田茂雄共訳、新潮社） 1991
- 『IBMの息子 トーマス・J・ワトソン・ジュニア自伝』（新潮社） 1991
- 『ヘミングウェイと歩くパリ』（ジョン・リーランド、新潮社） 1994
- 『ホット・ゾーン』（リチャード・プレストン、飛鳥新社） 1995、のち新版 2014、のち小学館文庫、のちハヤカワ文庫）
- 『キャリアーズ』（パトリック・リンチ、飛鳥新社） 1996
- 『ラブ・アンド・ウォー 第一次大戦のヘミングウェイ』（ヘンリー・S・ヴィラード,ジェイムズ・ネイグル編著、新潮文庫） 1997
- 『ヴァンパイアの塔』（ディクスン・カー、大村美根子,深町眞理子共訳、創元推理文庫） 1998
- 『コブラの眼』（リチャード・プレストン、飛鳥新社） 1998
- 『第四の母胎』（スタンリー・ポティンジャー、新潮社） 1999
- 『パイロットの妻』（アニータ・シュリーヴ、新潮社） 2001、のち文庫
- 『殺さずにはいられない 2』（オットー・ペンズラー、ハヤカワ・ミステリ文庫） 2002
- 『感染者』（パトリック・リンチ、飛鳥新社） 2002
- 『レッド・ドラゴン シナリオ・ブック』（トマス・ハリス、新潮文庫） 2003
- 『天才たちのラヴレター 世界史を彩った50人愛の告白』（デーヴィッド・H・ローウェンハーツ、光文社） 2004
- 『いつか、どこかで』（アニータ・シュリーヴ、新潮社） 2004
- 『先駆の才トーマス・ワトソン・ジュニア IBMを再設計した男』（トーマス・ワトソン・ジュニア,ピーター・ピーター、ダイヤモンド社） 2006
- 『ハンニバル・ライジング』（トマス・ハリス、新潮文庫） 2007
- 『サラの鍵』（タチアナ・ド・ロネ、新潮社） 2010
- 『猛き海狼』（チャールズ・マケイン、新潮文庫） 2010
- 『ヴェネツィアが燃えた日 世界一美しい街の、世界一怪しい人々』（ジョン・ベレント、光文社） 2010
- 『ザ・ライト エクソシストの真実』（マット・バグリオ、小学館文庫） 2011
- 『羊たちの沈黙』【新訳】（トマス・ハリス、新潮文庫） 2012
- 『魚のいない世界』（マーク・カーランスキー、フランク・ストックトン絵、飛鳥新社、ポピュラーサイエンス） 2012
- 『父と息子のフィルム・クラブ』（デヴィッド・ギルモア、新潮社） 2012
- 『ヘミングウェイの妻』（ポーラ・マクレイン、新潮社） 2013
- 『思い出のマーニー』（ジョーン・G・ロビンソン、新潮文庫） 2014
- 『カタツムリが食べる音』（エリザベス・トーヴァ・ベイリー、飛鳥新社） 2014
- 『9.11 ビル崩壊のさなかに夫婦が交わした最後の言葉 本当にあった37の愛のかたち』（デイヴ・アイセイ、河出書房新社） 2014
- 『捜索者 西部劇の金字塔とアメリカ神話の創生』（グレン・フランクル、新潮社） 2015
- 『眺めのいい部屋売ります』（ジル・シメント、小学館文庫） 2015
- 『エスター、幸せを運ぶブタ』（スティーヴ・ジェンキンズ,デレク・ウォルター、飛鳥新社） 2016.7
- 『北氷洋』（イアン・マグワイア、新潮文庫） 2018.9
- 『カリ・モーラ』（トマス・ハリス、新潮文庫） 2019
- 『心を強くする「世界一のメンタル」50のルール』（サーシャ・バイン、飛鳥新社）2019
- 『ワシントン・ブラック』（エシ・エデュジアン、小学館） 2020.9
- 『陪審員C-2の情事』（ジル・シメント、小学館） 2021
- 『闇の奥』（ジョゼフ・コンラッド、新潮文庫） 2022.10

### マイ・シューヴァル、ペール・ヴァールー
- 『バルコニーの男』（マイ・シューヴァル,ペール・ヴァールー、角川文庫） 1971
- 『笑う警官』（マイ・シューヴァル,ペール・ヴァールー、角川文庫） 1972
- 『消えた消防車』（マイ・シューヴァル,ペール・ヴァールー、角川文庫） 1973
- 『ロゼアンナ』（マイ・シューヴァル,ペール・ヴァールー、角川文庫） 1975
- 『サボイ・ホテルの殺人』（マイ・シューヴァル,ペール・ヴァールー、角川書店） 1975、のち文庫
- 『密室』（マイ・シューヴァル,ペール・ヴァールー、角川書店） 1976、のち文庫
- 『唾棄すべき男』（マイ・シューヴァル,ペール・ヴァールー、角川書店） 1976、のち文庫
- 『蒸発した男』（マイ・シューヴァル,ペール・ヴァールー、角川文庫） 1977
- 『警官殺し』（マイ・シューヴァル,ペール・ヴァールー、角川書店） 1978、のち文庫
- 『テロリスト』（マイ・シューヴァル,ペール・ヴァールー、角川書店） 1979、のち文庫

### 「マフィアへの挑戦」
- 『マフィアへの挑戦』全20冊（ドン・ペンドルトン、池央耿共訳、創元推理文庫） 1973 - 1985

1. 『戦士起つ』
2. 『抹殺部隊』
3. 『仮面の復讐者』
4. 『裏切りのコート・ダジュール』
5. 『サドの末裔』
6. 『3人の女』
7. 『フォクシーレディ』
8. 『死を呼ぶカジノ』
9. 『カリブの回転場』
10. 『逆説の街』
11. 『バレンチナ我が愛』
12. 『黒い瞳のクラウディア』
13. 『抹殺部隊ふたたび』
14. 『フィラデルフィア・パニック』
15. 『月曜日：還ってきた戦士』
16. 『火曜日：憂い顔の戦士』
17. 『水曜日：謀略のシナリオ』
18. 『木曜日.悪魔の要塞島』
19. 『金曜日：禿鷲の饗宴』
20. 『土曜日：戦士よ永遠に』

### ビル・プロンジーニ
- 『誘拐』（ビル・プロンジーニ、新潮文庫） 1977
- 『失踪』（ビル・プロンジーニ、新潮文庫） 1978
- 『殺意』（ビル・プロンジーニ、新潮文庫） 1980
- 『死角』（ビル・プロンジーニ、新潮文庫） 1981
- 『脅迫』（ビル・プロンジーニ、新潮文庫） 1983
- 『名無しの探偵事件ファイル』（ビル・プロンジーニ、新潮文庫） 1984
- 『復讐』（ビル・プロンジーニ、新潮文庫） 1985

### ピート・ハミル
- 『ニューヨーク・スケッチブック』（ピート・ハミル、河出書房新社） 1982、のち新版（河出文庫） 2021
- 『マンハッタン・ブルース』（ピート・ハミル、創元推理文庫） 1983
- 『東京スケッチブック』（ピート・ハミル、新潮社） 1991、のち文庫
- 『アメリカン・ジャーナル』（ピート・ハミル、青木書店） 1991
- 『血の胸飾り』（ピート・ハミル、創元推理文庫） 1991
- 『愛しい女』（ピート・ハミル、河出書房新社） 1991、のち文庫
- 『アメリカ・ライフル協会を撃て』（ピート・ハミル、集英社） 1994
- 『ドリンキング・ライフ』（ピート・ハミル、新潮社） 1999
- 『天国の銃弾』（ピート・ハミル、創元推理文庫） 2003

### スティーヴン・L・トンプスン
- 『A-10奪還チーム出動せよ』（スティーヴン・L・トンプスン、新潮文庫） 1982、のちハヤカワ文庫 2009
- 『サムソン奪還指令』（スティーヴン・L・トンプスン、新潮文庫） 1983
- 『鉄血作戦を阻止せよ』（スティーヴン・L・トンプスン、新潮文庫） 1986
- 『上空からの脅迫』（スティーヴン・L・トンプスン、新潮文庫） 1992

### エルモア・レナード
- 『グリッツ』（エルモア・レナード、文藝春秋） 1986、のち文庫
- 『スティック』（エルモア・レナード、文春文庫） 1986
- 『野獣の街』（エルモア・レナード、創元推理文庫） 1987
- 『バンディッツ』（エルモア・レナード、文藝春秋） 1988
- 『フリーキー・ディーキー』（エルモア・レナード、文藝春秋） 1989
- 『キルショット』（エルモア・レナード、文藝春秋） 1992
- 『スプリット・イメージ』（エルモア・レナード、創元推理文庫） 1993
- 『スワッグ』（エルモア・レナード、文春文庫） 1993
- 『ミスター・マジェスティック』（エルモア・レナード、文春文庫） 1994
- 『プロント』（エルモア・レナード、角川書店） 1994、のち文庫
- 『追われる男』（エルモア・レナード、文春文庫） 1995
- 『ゲット・ショーティ』（エルモア・レナード、角川文庫） 1996
- 『ラム・パンチ』（エルモア・レナード、角川文庫） 1998
- 『アウト・オブ・サイト』（エルモア・レナード、角川文庫） 2002
- 『ビー・クール』（エルモア・レナード、小学館文庫） 2005
- 『ママ、大変、うちにコヨーテがいるよ!』（エルモア・レナード、角川書店） 2005
- 『キューバ・リブレ』（エルモア・レナード、小学館文庫） 2007
- 『ホット・キッド』（エルモア・レナード、小学館文庫） 2008
- 『キルショット』（エルモア・レナード、小学館文庫） 2008

### アーネスト・ヘミングウェイ
- 『何を見ても何かを思いだす』（アーネスト・ヘミングウェイ、新潮社） 1993、のち文庫
- 『われらの時代 / 男だけの世界 ヘミングウェイ全短篇1』（新潮文庫） 1995
- 『勝者に報酬はない / キリマンジャロの雪 ヘミングウェイ全短篇2』（新潮文庫） 1996
- 『蝶々と戦車 / 何を見ても何かを思いだす ヘミングウェイ全短篇3』（新潮文庫） 1997
- 『日はまた昇る』（アーネスト・ヘミングウェイ、角川春樹事務所） 2000、のち新潮文庫 2003
- 『武器よさらば』（ヘミングウェイ、新潮文庫） 2006
- 『移動祝祭日』（ヘミングウェイ、新潮文庫） 2009
- 『誰がために鐘は鳴る』上・下（ヘミングウェイ、新潮文庫） 2018.3
- 『老人と海』（ヘミングウェイ、新潮文庫） 2020.6
- 『河を渡って木立の中へ』（ヘミングウェイ、新潮文庫） 2025.3